# Portada/article gener 28

## Accident del transbordador espacial Challenger
L'accident del transbordador espacial Challenger es produí el 28 de gener del 1986, quan el transbordador espacial Challenger es desintegrà 73 segons després del llançament, fet que acabà provocant la mort dels set membres de la tripulació. La nau es desintegrà sobre l'oceà Atlàntic, davant la costa del centre de Florida (Estats Units) a les 11:39 a.m. EST (16:39 UTC).
La desintegració del vehicle sencer començà després que una junta tòrica del seu coet accelerador sòlid (SRB) dret fallés durant l'enlairament.